# سكوت ويليس
سكوت ويليس (بالإنجليزية: Scott Willis)‏ (20 فبراير 1982 بليفربول في المملكة المتحدة - ) هو لاعب كرة قدم بريطاني في مركز الوسط. لعب مع ستوكبورت كونتي ونادي دونكاستر روفرز ونادي كارلايل يونايتد ونادي هيرفورد وويغان أتلتيك ونادي هاليفاكس تاون ونادي ويتون ألبيون وBamber Bridge F.C. ‏ ونورثويتش فيكتوريا ونادي ستاليبريدج سيلتيك وتيلفورد يونايتد ولينكولن سيتي أف سي ونادي مانسفيلد تاون وليه جنيسيس ‏ وVauxhall Motors F.C. ‏ ونادي رانكورن هالتون ونادي ووركينغتون وDroylsden F.C. ‏.

## وصلات خارجية
- سكوت ويليس على موقع قاعدة بيانات كرة القدم.إي يو (الإنجليزية)
- سكوت ويليس على موقع Soccerbase.com (لاعب) (الإنجليزية)